# Ivone Mufuca
Ivone Mufuca (née le 24 avril 1972 à Benguela et morte le 10 janvier 2016 à Luanda) est une joueuse angolaise de handball féminin. Elle a fait partie de l'équipe d'Angola féminine de handball aux Jeux olympiques d'été de 2000 à Sydney. 

## Palmarès

### En équipe nationale
Jeux olympiques
- 9e place aux Jeux olympiques 2000[2]

Championnats d'Afrique 
- Médaille d'or au championnat d'Afrique 2002